# Antje De Boeck
Pour les articles homonymes, voir De Boeck (homonymie).
Antje De Boeck, née à Anvers le 16 octobre 1964 , est une actrice belge d'expression flamande.

## Filmographie sélective

### Cinéma
- 1992 : Daens de Stijn Coninx : Nette
- 1995 : Manneken Pis de Frank Van Passel : Jeanne
- 1996 : Camping Cosmos de Jan Bucquoy
- 2002 : Hop de Dominique Standaert

### Télévision
- 1997-98 : Windkracht 10